# Komediteatern
För andra betydelser, se Intima teatern.
Ej att förväxla med Komediteatern på Gröna Lund, se Gröna Lund-teatern.
För andra teatrar som kallats Mindre teatern, se Mindre teatern (olika betydelser).

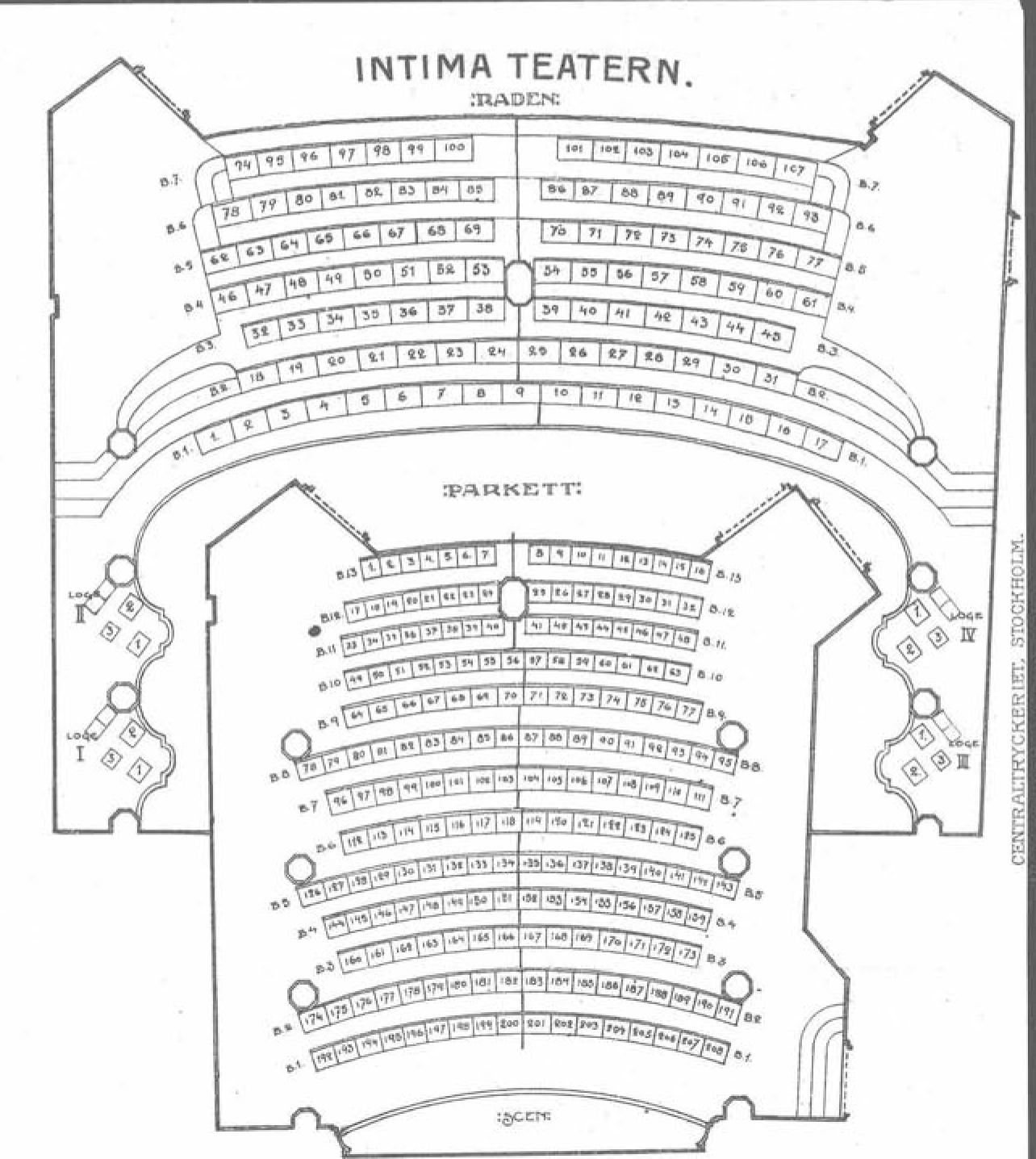
Salongsplan, 1912

Komediteatern (tidigare även Nya Intima teatern, Intima teatern, Intiman och Mindre dramatiska teatern), var belägen vid Engelbrektsplan invid Birger Jarlsgatan 27 på Norrmalm i Stockholm. Teatern byggdes 1910–1911 efter ritningar av Carl Bergsten. 

## Historik
Teatern leddes först av Gustaf Collijn och Knut Michaelson, från 1914 fram till och med 1921 enbart av Collijn och kallades då intima teatern eller nya intima teatern för att skilja den från föregångaren. 1921 övertogs scenen av Dramaten och kom att fungera som dess filial och döptes då till Mindre dramatiska teatern. 1923 övertog Blancheteaterns ledare, Ernst Eklund scenen och döpte den till Komediteatern då han inte fick lov att återanvända namnet Intiman. 1938 övertogs teatern av Europafilm som byggde om den till biograf Aveny enligt Martin Hedmarks ritningar, vilken öppnades 1940. Idag (2018) nyttjar en inredningsbutik lokalerna.

## Uppsättningar
Teatern invigdes den 23 september 1911 med Renässans av Holger Drachmann i Knut Michaelsons regi. I rollerna återfanns Bror Olsson, Doris Nelson, Gustaf Molander, Anton de Verdier, Erik Wettergren, August Falck och Alrik Kjellgren.